# 甘露の変
甘露の変（かんろのへん）は、中国唐の大和9年（835年）、文宗および官僚が企図した宦官誅殺未遂事件。本件が失敗したことにより中唐期以降、唐における宦官勢力の権力掌握がほぼ確実となった。

## 背景
元来、唐では玄宗期の高力士以降、粛宗・代宗期の李輔国・程元振ら宦官が政治権力を振るう土壌があった。高力士は玄宗の私的秘書として隠然たる権力を行使するだけであったが、李輔国は安史の乱後の政治的混乱に乗じ権力を増大させ、一時は「尚父」と号し司空・中書令に就く程の権勢を振るった。李輔国以降、宦官は皇帝の秘書に留まらず表立って権力を行使させるようになった。
これらの宦官優遇策がとられた理由は、
- 子孫を残せない宦官は帝位を窺う恐れが無いこと
- 皇帝の私的な家臣（家奴）として日常的に接するため皇帝権力に近かったこと

等である。このため、特に国家の混乱期など人心が叛服常無い状況では、通常の家臣よりも謀反を起こす恐れが低いため、軍権を持つ軍閥など軍事勢力に対抗するため、しばしば宦官に権力を掌握させることがあった。

## 経緯
文宗は即位当初より、文宗を擁立した宦官の王守澄に権力を握られており、その専横を憎んでいた。その文宗の意を受ける礼部侍郎の李訓及び太僕寺卿の鄭注は仇士良という宦官を王守澄と対立させ、両者を抗争させ共倒れさせるという謀議を献策した。この下準備として鄭注は軍を動員できる節度使（鳳翔節度使）となった。
この策は当初順調に推移し、王守澄は実権を奪われ冤罪により誅殺された。この後、返す刀で王守澄の葬儀に参列した仇士良及び主立った宦官勢力を、鄭注が鳳翔より兵を率いて粛清する予定であったのだが、功績の独占を目論んだ李訓は、鄭注が出兵する王守澄の葬儀前に宦官を一堂に会させる機会を作るため、「瑞兆として甘露が降った」ことを理由に宦官を集めようとした。これは瑞兆の真偽の確認には宦官全員が確認することが慣例であったからである。
大和9年11月21日（835年12月14日）、左金吾衛大将軍の韓約が朝会にて、「左金吾役所（左金吾衛）裏庭の石榴の木に昨夜、甘露が降った」と上奏、慣例に従いほとんどの宦官が確認に赴いた。
この時、左金吾衛の裏庭には幕が張られ、その陰に郭行余・羅立言らが兵を伏せていた。しかし、幕間から兵が見えてしまい、事態に気づいた仇士良らは文宗を擁して逃亡、宦官に取り囲まれた文宗は李訓・鄭注らを逆賊とする他なく、李訓らは腰斬により処刑された。
この事件以降、宦官は文宗を傀儡にし権力を行使、失意の文宗は「朕は家奴（宦官）に制されている」と嘆き4年後に病死した。